# Lophocharis naias
Lophocharis naias is een raderdiertjessoort uit de familie Mytilinidae. De wetenschappelijke naam van deze soort is voor het eerst geldig gepubliceerd in 1942 door Wulfert.